# Estación de Nanteuil-Saâcy
La estación de Nanteuil-Saâcy es una estación ferroviaria francesa situada en la comuna de Saâcy-sur-Marne, cerca de Nanteuil-sur-Marne, en el departamento de Seine-et-Marne, al este de París. Pertenece a la línea P del Transilien, nombre comercial empleado por la SNCF para denominar su red de trenes de cercanías en la región parisina.

## Historia
Fue inaugurada el 26 de agosto de 1849 por la Compañía de los Ferrocarriles de París a Estrasburgo tras poner en marcha el tramo Meaux-Epernay. Buscando una construcción rápida y económica fue realizada en madera. Poco después fue reconstruida en piedra por la Compañía de los Ferrocarriles del Este. En 1938, la explotación de la estación pasó a manos de la actual SNCF.

## Descripción
La estación se compone de dos andenes laterales curvados y de dos vías. Los cambios de ánden se realizan gracias a un paso subterráneo. Un cercano paso a nivel con barrero permite también cruzar las vías a nivel.
Tiene presencia comercial toda la semana excepto sábado y domingo. Dispone de taquillas y máquinas expendedoras de billetes. Además está adaptada a las personas con discapacidad.